# Oriolus xanthonotus
La oropéndola gorjinegra (Oriolus xanthonotus) es una especie ave paseriforme de la familia Oriolidae. Está ampliamente distribuida en el Sureste Asiático, encontrándose en Brunéi, Indonesia, Malasia, Birmania, Filipinas y Tailandia.

## Taxonomía
Se reconocen las siguientes subespecies:
- Oriolus xanthonotus xanthonotus
- Oriolus xanthonotus consobrinus
- Oriolus xanthonotus mentawi
- Oriolus xanthonotus persuasus